# Starkzehrer
Als Starkzehrer, Mittelzehrer und Schwachzehrer werden Nutzpflanzen unterschieden, die beim Wachstum dem Boden mehr oder weniger Nitrate und andere Nährstoffe entziehen. Im Nutzgarten findet diese Einteilung zum besseren Ernteertrag statt. Dort wird dem Boden durch die Fruchtfolge von Stark- und Schwachzehrer die Möglichkeit gegeben, sich in der Schwachzehrer-Bepflanzungsphase zu erholen.
Starkzehrer entziehen dem Boden insbesondere viel Nitrate. Ihr regelmäßiger Anbau benötigt daher ausgleichende Maßnahmen (wie Mulchen mit stickstoffreichen Substraten, Düngung mit mineralischen oder organischen Düngern usw.). Zu den Starkzehrern zählen zum Beispiel verschiedene Kohlsorten (wie Rosen-, Blumen- und Weißkohl), Kartoffeln und Mais.
Schwachzehrer sind z. B. Kräuter, die unter natürlichen Bedingungen auf mageren, nährstoffarmen oder trockenen Standorten zu finden sind und Leguminosen. Zu den Schwachzehrern gehören Kopfsalat, manche Bohnen, Radieschen und Zwiebeln. Einige Schwachzehrer sind in der Lage, Stickstoff durch Symbiose mit Wurzelbakterien zu binden.
Mittelzehrer liegen zwischen diesen Extremen. Hierzu zählen z. B. Spinat, Erdbeeren, Lauch und Möhren.
Dabei hängt die Verfügbarkeit von Nährstoffen im Boden auch von der Bodenreaktion, also dem Säure-Base-Verhältnis, ab. Insbesondere die Verfügbarkeit der pflanzlichen Mineralstoffe Calcium, Eisen und Phosphor wird stark durch den pH-Wert des Bodens (als Anzeigewert für das Säure-Base-Verhältnis) bestimmt. In der Botanik werden Pflanzen daher auch in kalkliebende und kalkmeidende Arten eingeteilt.
Starkzehrer können auch gezielt zur Verringerung von Nährstoffgehalten genutzt werden. So lässt sich im Bereich der Teichbepflanzung ein zu hoher Nitratgehalt im Teichwasser durch Bepflanzung mit Starkzehrern (Iris, Rohrkolben) reduzieren und damit ein Algenbefall eingrenzen.